# أدمة
الأدمة (بالإنجليزية: Dermis)‏ وهي إحدى طبقات الجلد وتقع مباشرة تحت البشرة وتتألف من نسيج ضام يحمل الأوعية الدموية والليمفاوية التي تغذي الجلد كما يحمل أعصاب الجلد وتشكل طبقة الأدمة السمك الرئيسي للجلد، ويبلغ سمك الأدمة حوالي 2 مم أي عشرة أضعاف سمك طبقة البشرة.
الادمة تكون قليلة الخلايا وتقسم إلى منطقتين: منطقة بين امتدادات طبقة البشرة وتسمى الادمة الحليمية papillary dermis، وتحت تلك الطبقة طبقة تسمى الادمة الشبكية reticular dermis.
في منطقتي الادمة توجد أعصاب وأوعية دموية ولمفية. النسيج يتكون من الكولاجين والايلاستين مع كلايكوس امينو كلايكان، هذه البروتينات والسكريات المعقدة تصنعها خلايا الادمة المسماة بالخلايا الليفية اليافعة. مع ان بروتينات الادمة تبدو وكأنها مرتبة بشكل عشوائي إذا اخذنا عينة وفحصاناها، لكن الحقيقة انها مرتبة بترتيب معين خاص لكل مكان في الجسم ويسمى هذا الترتيب بخطوط لانكر LANGER'S LINES. الفائدة من هذا الترتيب الفريد من نوعه هو ان الجراح إذا قص الجلد فانه يقص بشكل موازي للالياف بحيث أنه لا يقطعها وبذلك يتجنب تكون أثر قبيح للجرح.. لكن إذا اضطر لقص الألياف فإن الجسم سيحاول تصليح التلف بعمل نسيج الندبة scar tissue.
تتوزع في الادمة وخاصة حول الأوعية الدموية الخلايا : خلايا صارية
الأعصاب الموجودة في الادمة تصل إلى أعلى إلى أن تصل إلى قرب من البشرة، وتكون نهاياتها من نوع خاص لتحس بالاشياء مثلاً أن تكون بشكل كريات Paccini corpusces.
أما الأوعية الدموية فهي تترتب بشكل شبكة سطحية وشبكة عميقة.

## البنية
تتكون الأدمة من ثلاثة أنواع رئيسية من الخلايا: الخلايا الليفية اليافعة والخلايا البلعمية الكبيرة والخلايا الصارية (البدينة).
بالإضافة إلى هذه الخلايا، تتكون الأدمة أيضًا من مكونات المطرس مثل الكولاجين (الذي يعطي المتانة)، والإيلاستين (الذي يعطي المرونة)، ومادة قاعدية خارج خلوية تشبه الهلام تتكون أساساً من الغلوكوز أمينوغليكانات (أبرزها الهيالورونان)، والبروتيوغليكانات، والبروتينات السكرية.

## الطبقات

### الأدمة الحليمية
الأدمة الحليمية هي الطبقة العلوية من الأدمة. تتداخل مع الأوتاد الشبكية في البشرة وتتكون من ألياف كولاجين دقيقة ورخوة. تتكون المنطقة الحليمية من نسيج ضام خلالي رخو. تعود تسميتها إلى النتوءات الشبيهة بالأصابع والتي تسمى الحليمات أو الحليمات الجلدية على وجه التحديد، والتي تمتد نحو البشرة وتحتوي على شبكات طرفية من الشعيرات الدموية أو كريات ميسنر الملموسة.

#### الحليمات الأدمية
الحليمات الجلدية هي امتدادات (أو تداخلات) صغيرة تشبه الحلمة من الأدمة إلى البشرة. تظهر على سطح الجلد في اليدين والقدمين على شكل نتوءات جلدية أو حليمية أو احتكاكية (تُعرف بالعامية باسم بصمات الأصابع).
تغذي الأوعية الدموية في الحليمات الأدمية جريبات الشعر وتنقل المغذيات والأكسجين إلى الطبقات السفلية من خلايا البشرة. تعد النتوءات التي تنتجها في اليدين والقدمين سمات محددة وراثياً تتطور قبل الولادة. لا يطرأ عليها تغيرات (باستثناء الحجم) طوال الحياة، فتحدد أنماط بصمات الأصابع، ما يجعلها مفيدة في وظائف معينة لتحديد الهوية الشخصية.
الحليمات الأدمية هي جزء من الطبقة العلوية من الأدمة، أي الأدمة الحليمية، وتزيد النتوءات التي تشكلها بشكل كبير من المساحة السطحية بين الأدمة والبشرة. نظرًا لأن الوظيفة الرئيسية للأدمة هي دعم البشرة، هذا يزيد بشكل كبير من عمليات تبادل الأكسجين والعناصر الغذائية والفضلات الناتجة بين هاتين الطبقتين. بالإضافة إلى ذلك، تمنع الزيادة في مساحة السطح طبقات البشرة والأدمة من الإنفصال عن بعضها البعض عن طريق تقوية الإرتباط فيما بينها. مع تقدم العمر، تصبح الحليمات مسطحة قليلاً ويزداد عددها في بعض الأحيان.
يعرف علماء الطب الشرعي جلد اليدين وأصابع اليدين والقدمين وأصابع القدمين باسم جلد الحواف الاحتكاكية. يعرفه علماء التشريح بالجلد السميك أو الجلد الراحي أو الجلد الخالي من الشعر. يحوي حواف بارزة، وبشرة أكثر سماكةً وتعقيدًا، وقدرات حسية عالية، ويمتاز بغياب الشعر والغدد الدهنية. تزيد النتوءات من الاحتكاك لتحسين القدرة على الإمساك بالأشياء.
تلعب الحليمات الأدمية أيضًا دوراً محوريًا في تكوين الشعر ونموه.
في الأغشية المخاطية، يُطلق على البنى المكافئة للحليمات الأدمية عمومًا اسم «حليمات النسيج الضام»، والتي تتداخل مع الأوتاد الشبكية للظهارة السطحية. تكون الحليمات الأدمية أقل وضوحاً في مناطق الجلد الرقيق.

### الأدمة الشبكية
الأدمة الشبكية هي الطبقة السفلية من الأدمة، وتوجد تحت الأدمة الحليمية، وتتكون من نسيج ضام كثيف غير منتظم يتميز بألياف كولاجين مكدسة بكثافة. تعد الموقع الأساسي لألياف الأدمة المرنة.
عادةً ما تكون المنطقة الشبكية أكثر سماكة من الأدمة الحليمية العلوية. تعود تسميتها إلى التركيز الكثيف للألياف الكولاجينية والمرنة والشبكية التي تعبر خلالها. تمنح هذه الألياف البروتينية الأدمة خصائصها من حيث المتانة والقابلية للتمدد والمرونة. توجد داخل المنطقة الشبكية جذور الشعر والغدد الدهنية والغدد العرقية والمستقبلات والأظافر والأوعية الدموية. يؤدي اتجاه ألياف الكولاجين ضمن الأدمة الشبكية إلى إنشاء خطوط تسمى خطوط لانغر، والتي لها بعض الأهمية في الجراحة وعملية التئام الجروح.